# Tetecala, Morelos
Tetecala là một đô thị thuộc bang Morelos, México. Năm 2005, dân số của đô thị này là 6473 người.